# Conchita Montes
María de la Concepción Carro Alcaraz, coneguda com a Conchita Montes (Madrid, 13 de març de 1914 - 18 d'octubre de 1994), va ser una actriu espanyola.

## Biografia
Llicenciada en Dret, sent encara molt jove va conèixer a Edgar Neville, amb el qual va col·laborar en el guió de la pel·lícula Frente de Madrid (1939). Es va iniciar en aquest moment una relació sentimental entre tots dos, que es va prolongar fins a la mort de l'autor en 1967. Conchita, a més, es va iniciar en la interpretació precisament en aquesta mateixa cinta. En la dècada següent, de la mà de Neville, va interpretar nombroses pel·lícules, algunes d'elles de gran èxit en la seva època: Correo de Indias (1942), Café de París (1943), La vida en un hilo (1945), Domingo de carnaval (1945), Nada (1947), El Marqués de Salamanca (1948), El último caballo (1950), El baile (1959), Mi calle (1960), etc.
En 1952 va estrenar en el teatre l'obra més famosa de Neville, El baile, que va interpretar amb Rafael Alonso i Pedro Porcel, i que després, en 1959, es va emportar al cinema, amb Montes, Alonso i Alberto Closas, i més tard, en 1963, a televisió, compartint Conchita en aquesta ocasió el plató amb Ismael Merlo i Pastor Serrador. Altres estrenes inclouen Veinte añitos (1954) i Prohibido en otoño (1957), també de Neville, A media luz los tres (1953), de Miguel Mihura, Cena de Navidad (1951), La otra orilla (1954) i Diana está comunicando (1960), les tres últimes de José López Rubio.
A televisió, va protagonitzar les sèries Dichoso mundo (1966-1967) i Pablo y Virginia (1968), presentà el programa magazín Buenas tardes entre 1971 i 1972, al costat de Raúl Matas, i el 1986 participà a la sèrie Tristeza de amor.
Col·laborà també amb la revista La Codorniz, on cada setmana ideava un joc denominat Damero Maldito.
A partir dels anys 60 es va centrar sobretot en el teatre, i va continuar interpretant a Neville i a altres autors (José López Rubio: Esta noche tampoco, 1961; Graham Greene: El amante complaciente, 1969, etc.) fins a culminar en 1985 amb la reposició de La estanquera de Vallecas, de José Luis Alonso de Santos, obra estrenada en 1981 i que també seria portada al cinema, encara que amb Emma Penella interpretant el personatge de la estanquera.
La seva última interpretació en cinema va ser un breu paper en la pel·lícula Una mujer bajo la lluvia, de Gerardo Vera que proposava una posada al dia de La vida en un hilo.
En algunes pel·lícules s'ha donat a conèixer com Mona Lisa.
Va traduir al castellà l'obra de Desde los tiempos de Adán, que a més va estrenar a Espanya el 1949.

## Teatre
- Dalila (1946) de Ferenc Molnar.
- Ever since Paradise (1949) de J. B. Priestley.
- Curva peligrosa (1950) de J. B. Priestley.[5]
- Vidas privadas (1950), de Noël Coward.
- El complejo de Filemón (1950), de Jean Bernard-Luc.
- El baile (1952) de Edgar Neville.
- A media luz los tres (1953) de Miguel Mihura.
- El amor tiene su aquel (1955) de Carlos Llopis.
- Diana está comunicando (1960) de José López Rubio.
- Un mes en el campo (1964), d'Ivan Turguénev
- La factura (1969), de Françoise Dorin.
- Cómo ama la otra mitad (1971), de Alan Ayckbourn.
- Canción para un atardecer (1973) de Noel Coward.
- Aplausos (1975) de Betty Comden i Adolph Green; música Charles Strouse y letras Lee Adams; adaptación de Julio Kaufmann.
- Lecciones de matrimonio (1978)
- Un espíritu burlón (1982), de Noël Coward.

## Filmografia
- Frente de Madrid (1939) de Edgar Neville.
- La muchacha de Moscú (1940) de Edgar Neville.
- Correo de Indias (1942) de Edgar Neville
- Misterio en la marisma (1943) de Claudio de la Torre
- Café de París (1943) de Edgar Neville
- La vida en un hilo (1945) de Edgar Neville
- Domingo de carnaval (1945) de Edgar Neville
- Nada (1947) de Edgar Neville
- El Marqués de Salamanca (1948) de Edgar Neville
- El último caballo (1950) de Edgar Neville
- Mi adorado Juan (1950) de Jerónimo Mihura
- Cuento de hadas (1951) de Edgar Neville
- Raíces (1953) de Benito Alazraki
- El baile (1959) de Edgar Neville
- Mi calle (1960) d'Edgar Neville